# 타니
타니(본명: 김진수, 1997년 7월 5일 ~ 2018년 4월 14일)는 대한민국의 가수이다.                       
세월호 사건을 추모하는 노래  불망을 통해 대중들에게 이름이 알려졌으나  
2018년 4월 14일 새벽 남해고속도로를 달리던차가 중앙 구조물을 들이받고 차량이 전소되어 탑승자 두명이 그자리에서 숨을 거두었다. 타니는 보조석에 탑승 중이였다.
타니는 불망-always remember외에 불안한 청춘을 위로하는 노래 내일-A better day와 그의 유작인 정리-The empty frame까지 총 세장의 앨범을 남겼다.

## 음반
- 《불망 (不忘) - Always Remember》 (2016년)
- 《내일-A Better Day》 (2018년)
- 《정리-The empty frame》 (2018년)